# Võ Thanh Bình
Võ Thanh Bình là một cựu chính khách Việt Nam, nguyên Bí thư Tỉnh ủy tỉnh Cà Mau.
Ông sinh ra tại tỉnh Cà Mau. Trước khi là Bí thư Tỉnh ủy tỉnh này, ông từng là tỉnh đội trưởng tỉnh Cà Mau, Chủ tịch Ủy ban nhân dân tỉnh Cà Mau.
Năm 2001, ông Võ Thanh Bình được bầu vào tỉnh ủy Cà Mau, sau đó là Bí thư Tỉnh ủy đến đầu tháng 9 năm 2008 .
Năm 2008, ông Võ Thanh Bình nộp 100 triệu đồng tiền chạy chức của một cán bộ dưới quyền. Ủy ban kiểm tra Trung ương Đảng Cộng sản Việt Nam đã cử một phái đoàn kiểm tra sự việc này. Tại Hội nghị Trung ương 7 năm 2008, Ban chấp hành Trung ương Đảng Cộng sản Việt Nam xác nhận ông Bình "sai phạm nghiêm trọng trong công tác cán bộ và thực hiện nguyên tắc tập trung dân chủ", ông bị kỷ luật với hình thức cảnh cáo .
Ngày 9 tháng 9 năm 2008, ông có đơn xin nghỉ hưu trước niên hạn và đã được chấp thuận, người được chỉ định thay ông là ông Nguyễn Tuấn Khanh .